# Laccogrypota quadrilineata
Laccogrypota quadrilineata – gatunek pluskwiaka z rodziny krasankowatych.
Gatunek opisany w 2004 roku przez D.H. Costes et M. Webba na podstawie kilku samców odłowionych w 1949 roku w Cristal Mayu.
Pluskwiak o ciele długości około 15 mm, rudych głowie i tułowiu oraz czarniawej kłujce. Na czerwonych skrzydłach przednich obecne podłużne, metaliczne pasy: jeden obejmujący większość międzykrywki i tył przykrywki, a drugi biegnący krawędzią kostalną skrzydła. Dwie pierwsze pary odnóży ciemnobrązowe z rudoczarnymi biodrami. Tylna para nóg o ciemnobrązowej stopie i goleni, jasnobrązowym udzie oraz rudoczarnych: biodrze i krętarzu. W narządach rozrodczych samca edeagus w widoku bocznym silnie rozszerzony w części szczytowej, pokryty gęsto rozmieszczonymi kolcami, po każdej stronie wyposażony w bardzo małe wyrostki przedwierzchołkowe.
Owad znany wyłącznie z Boliwii.